# Lúcio Vero
Lúcio Vero (em latim Lucius Verus) foi imperador romano, governando ao lado de seu irmão adotivo Marco Aurélio, o Império Romano como Augusto, de 161 até 169, ano de sua morte, provocada por uma    peste durante uma campanha contra os partas. Ele era um membro da dinastia Nerva-Antonina. A sucessão de Vero junto com Marco Aurélio marcou a primeira vez que o Império Romano foi governado por mais de um imperador simultaneamente, uma ocorrência cada vez mais comum na história posterior do Império .
Vero era filho de Lúcio Élio César (ou Lúcio Cômodo), homem muito próximo ao imperador Adriano e sua primeira escolha como sucessor, através da esposa Avídia.
Quando o pai morreu, em 138, Lúcio Vero foi adotado por Adriano .
Adriano escolheu como sucessor Antonino Pio, seu filho adotivo, sob a condição de que este adotasse Lúcio Vero (que tinha então sete anos) e Marco Aurélio, sobrinho de Antonino Pio, de dezessete anos. Como príncipe imperial, Vero foi educado de maneira acurada pelo famoso orador Marco Cornélio Frontão.
Vero e Marco Aurélio dividiram o poder, pois Marco Aurélio era mais dedicado às letras, e Vero, mais jovem, era mais apto às empresas militares. Marco Aurélio casou sua filha Lucila com Vero, tornando-o seu genro, e enviou-o à guerra contra os partas.
Sobre Vero, diz-se que foi um ótimo estudante, apaixonado pela poesia e pela oratória. No entanto, suas capacidades políticas e militares eram consideradas medíocres, e parece ter-se apagado voluntariamente diante do seu colega.
Segundo Dião Cássio, ele fez planos contra seu sogro Marco Aurélio, e morreu por envenenamento antes de conseguir realizá-los.
Como imperador, a maior parte de seu reinado foi ocupada por sua direção da guerra com a Pártia , que terminou em vitória romana e alguns ganhos territoriais. Após o envolvimento inicial nas Guerras Marcomanicas, ele adoeceu e morreu em 169 com apenas 38 anos de idade. Ele foi deificado pelo Senado Romano como o Divino Verus (Divus Verus).

## Juventude

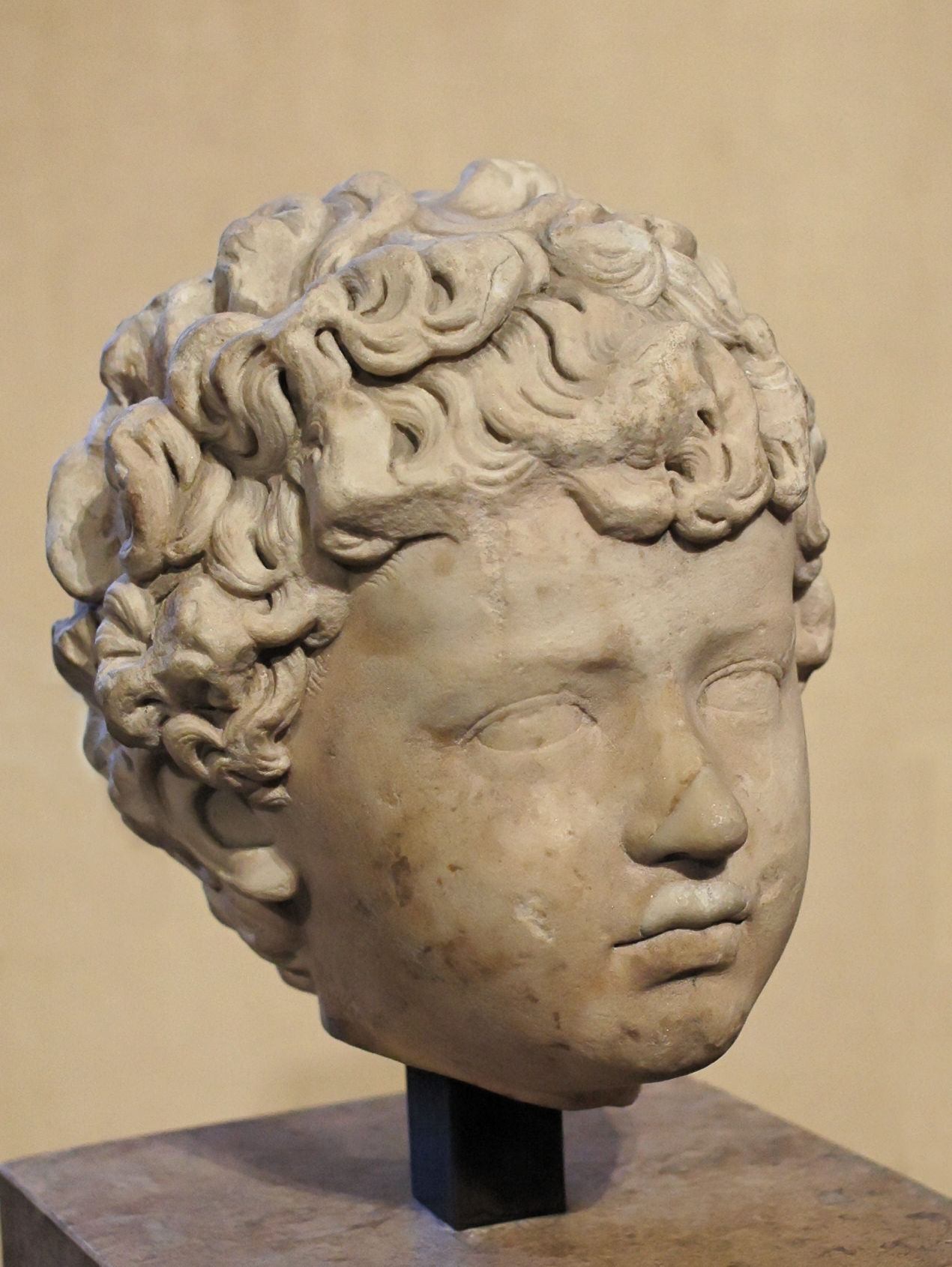
Busto de Lúcio Vero quando criança, exposto no Museu do Louvre, Paris.

Nascido Lúcio Ceiônio Cômodo em 15 de dezembro de 130 , sendo o filho primogênito de Avídia Pláucia e Lúcio Élio, o primeiro filho adotivo e herdeiro do imperador Adriano. Ele nasceu e foi criado em Roma . Vero tinha duas irmãs, Ceiônia Fábia e Ceiônia Pláucia .
Quando seu pai morreu em 1 de janeiro de 138, Adriano escolheu Antonino Pio como seu novo herdeiro, dando-lhe o título de César. Antonino foi instruído a adotar Lúcio ao lado de Marco, sobrinho de Adriano por casamento. Por esse esquema, Lúcio, que já era neto adotivo de Adriano por meio de seu pai natural, permaneceu como tal por meio de seu novo pai. Antonino também prometeu sua filha Faustina a Lúcio, embora o acordo tenha sido cancelado logo depois . 
Imediatamente após a morte de Adriano, Antonino abordou Marco e solicitou que seus arranjos de casamento fossem alterados: o noivado de Marco com Ceionia Fabia seria anulado, e ele seria prometido a Faustina, filha de Antonino, em vez disso. O noivado de Faustina com o irmão de Ceionia, Lúcio Cômodo, também teria que ser anulado. Marco consentiu com a proposta de Antonino .
Como príncipe e futuro imperador, Vero recebeu educação cuidadosa do famoso gramático Marco Cornélio Frontão. Ele foi relatado como um excelente aluno, gostava de escrever poesia e fazer discursos. Vero começou sua carreira política como questor em 153 (um ano antes da idade legal), tornou-se cônsul em 154 e em 161 foi cônsul novamente com Marco Aurélio. 

## Imperador

### Ascensão de Lúcio e Marco (161)

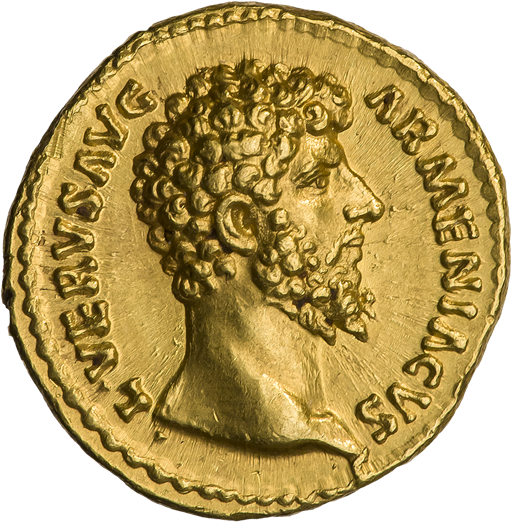
Moeda romana com o busto de Lúcio Vero.

Antonino morreu em 7 de março de 161, e foi sucedido por Marco Aurélio. Marco Aurélio nutria profunda afeição por Antonino, como evidenciado pelo primeiro livro de Meditações . Embora o senado planejasse confirmar apenas Marco, ele se recusou a assumir o cargo a menos que Lúcio recebesse poderes iguais . 
O senado aceitou, concedendo a Lúcio o Imperium, o poder tribunício e o título Augustus . Marco tornou-se, em titulação oficial, Imperador César Marco Aurélio Antonino Augusto; Lúcio, renunciando ao seu nome Cômodo e tomando o sobrenome de Marco, Vero, tornou-se o Imperador César Lúcio Aurélio Vero Augusto . Foi a primeira vez que Roma foi governada por dois imperadores . 
Apesar de sua igualdade nominal, Marco detinha mais autoridade, do que Vero. Ele havia sido cônsul mais uma vez do que Lúcio, ele havia compartilhado da administração de Pio, e ele sozinho era Pontifex maximus. Teria ficado claro para o público qual imperador era o mais antigo. Como o biógrafo escreveu, "Vero obedecia a Marco... como um tenente obedece a um procônsul ou um governador obedece ao imperador" .
Imediatamente após a confirmação do senado, os imperadores seguiram para a Castra Praetoria, o acampamento da guarda pretoriana. Lúcio se dirigiu às tropas reunidas, que então aclamaram a dupla como Imperadores. Então, como todo novo imperador desde Cláudio, Lúcio prometeu às tropas uma doação especial . Essa doação, no entanto, era o dobro do tamanho das anteriores: 20.000 sestércios (5.000 denários) per capita, e mais para os oficiais. Em troca dessa recompensa, equivalente a vários anos de pagamento, as tropas fizeram um juramento de proteger os imperadores . A cerimônia talvez não fosse totalmente necessária, visto que a ascensão de Marco foi pacífica e sem oposição, mas foi um bom seguro contra problemas militares posteriores . 
As cerimônias fúnebres de Pio foram, nas palavras do biógrafo, "elaboradas" . Se seu funeral seguisse o padrão de funerais anteriores, seu corpo teria sido incinerado em uma pira no Campo de Marte, enquanto seu espírito subiria para a casa dos deuses nos céus. Marco e Lúcio nomearam seu pai para a deificação. Em contraste com seu comportamento durante a campanha de Pio para deificar Adriano, o senado não se opôs aos desejos dos imperadores . 
Um flâmen, ou sacerdote cultual, foi nomeado para ministrar o culto ao deificado Pio, agora Divus Antoninus. Os restos mortais de Pio foram sepultados no mausoléu de Adriano, ao lado dos restos mortais dos filhos de Marco e do próprio Adriano. O templo que ele dedicou à sua esposa, Diva Faustina, tornou-se o Templo de Antonino e Faustina. Ele sobrevive como a igreja de San Lorenzo em Miranda. 

### Reinado inicial (161–162)

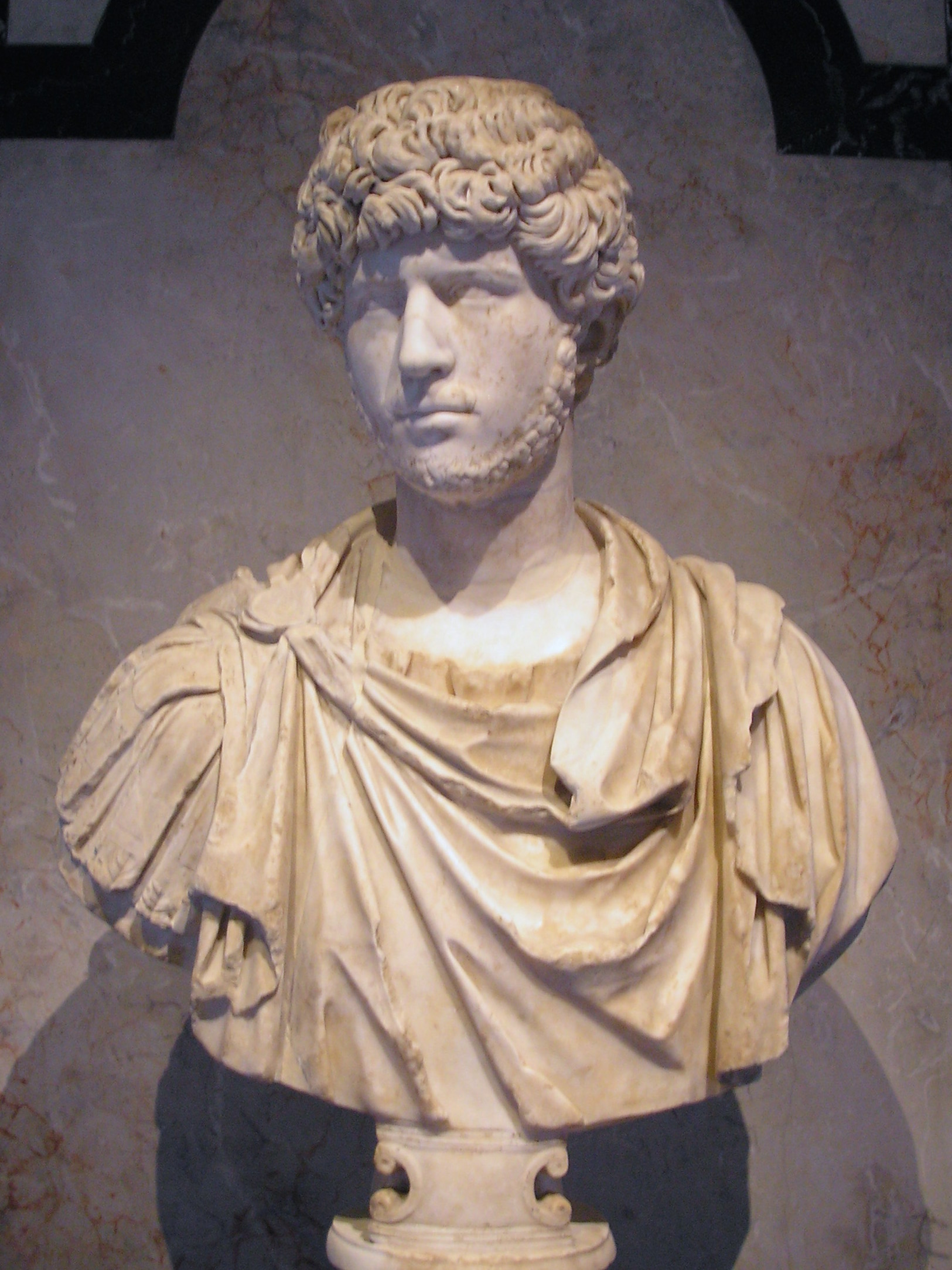
Busto de Lúcio quando jovem, exposto no Museu de Kunsthistoriches, Viena.

Logo após a ascensão dos imperadores, a filha de onze anos de Marco, Ânia Lucila, foi prometida a Lúcio (apesar do fato de ele ser, formalmente, seu tio) . Nas cerimônias que comemoravam o evento, novas provisões foram feitas para o apoio às crianças pobres, seguindo as linhas das fundações imperiais anteriores. Marco e Lúcio provaram ser populares entre o povo de Roma, que aprovava fortemente seu comportamento civilizado (sem pompas) .
Os imperadores permitiram a liberdade de expressão, evidenciada pelo fato de que o comediante Marúlo foi capaz de criticá-los sem sofrer retribuição. Em qualquer outro momento, sob qualquer outro imperador, ele teria sido executado. Mas foi um tempo pacífico, um tempo de perdão. E assim, como escreveu o biógrafo, "Ninguém sentiu falta dos modos lenientes de Pio" .
Frontão retornou à sua casa romana na madrugada de 28 de março, tendo deixado sua casa em Cirta assim que as notícias da ascensão de seus alunos chegaram até ele. Ele enviou uma nota ao liberto imperial Charilas, perguntando se ele poderia visitar os imperadores . Frontão explicaria mais tarde que ele não ousou escrever diretamente aos imperadores. O tutor estava imensamente orgulhoso de seus alunos. Refletindo sobre o discurso que ele havia escrito ao assumir seu consulado em 143, quando ele elogiou o jovem Marco, Frontão estava efervescente: "Havia então uma habilidade natural notável em você; agora há uma excelência aperfeiçoada . Havia então uma safra de milho em crescimento; agora há uma colheita madura e colhida. O que eu esperava então, eu tenho agora. A esperança se tornou realidade."  Frontão visitou Marcus sozinho; nenhum dos dois pensou em convidar Lúcio . 
Lúcio era menos estimado por seu tutor do que seu irmão, pois seus interesses estavam em um nível inferior. Lúcio pediu a Frontão para julgar uma disputa que ele e seu amigo Calpúrnio estavam tendo sobre os méritos relativos de dois atores. Marco contou a Frontão sobre sua leitura — Célio e um pequeno Cícero — e sua família. Suas filhas estavam em Roma, com sua tia-avó Matídia Menor; Marco achava que o ar noturno do campo era frio demais para elas . 
O reinado inicial dos imperadores ocorreu sem problemas. Marco foi capaz de se dedicar inteiramente à filosofia e à busca da afeição popular. Alguns problemas menores surgiram na primavera; haveria mais depois. Na primavera de 162, o Rio Tibre transbordou, destruindo grande parte de Roma. Afogou muitos animais, deixando a cidade em fome. Marco e Lúcio deram à crise sua atenção pessoal. Em outras épocas de fome, diz-se que os imperadores supriam as comunidades italianas com os celeiros romanos . 

### Guerra com a Pártia (161–166)

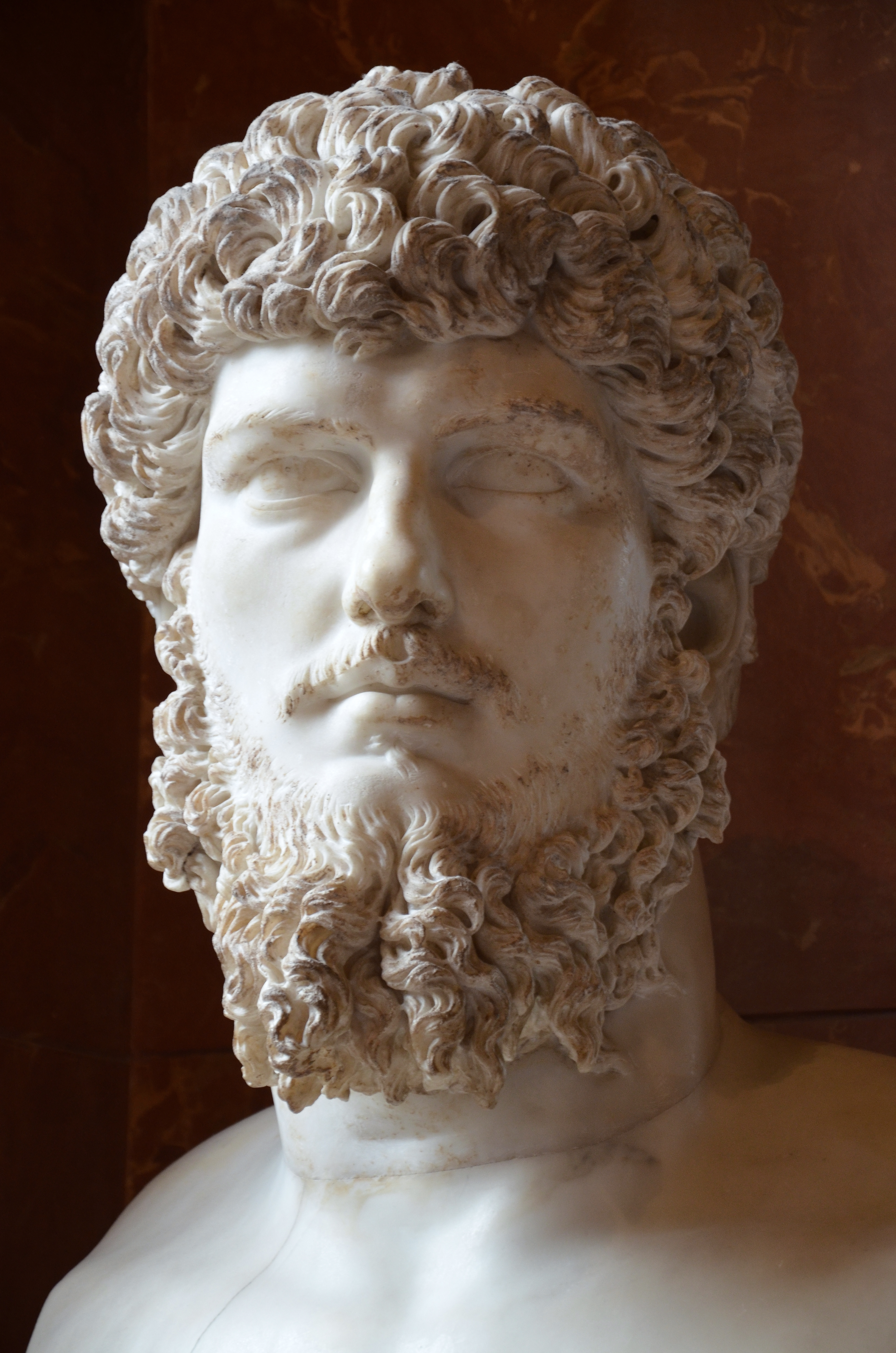
Cabeça colossal de Lúcio Vero no Museu do Louvre em Paris.

#### Despacho de Lúcio para o Leste:
No leito de morte, Pio falou apenas sobre o estado e os reis estrangeiros que o injustiçaram . Um desses reis, Vologases IV da Pártia, invadiu o Reino da Armênia no final do verão ou início do outono de 161, expulsando o rei romano e instalando Pácoro, um arsácida . Lúcio Átídio Cornélio, governador da Síria, permaneceu no cargo para evitar a interrupção da substituição por parte dos partos. Na Capadócia, Marco Sedatius Severianus, influenciado pelo falso profeta Alexandre de Abonoteico, tentou derrotar os partos para ganhar glória, mas foi encurralado e cometeu suicídio, resultando na aniquilação de sua legião .
Enquanto isso, havia ameaças de guerra em outras fronteiras, como na Grã-Bretanha, Récia e Alta Alemanha . Marco, sem experiência militar devido ao reinado de Pio, fez nomeações necessárias: Marco Estácio Prisco foi enviado para substituir Severiano na Capadócia e Sexto Calpúrnio Agrícola assumiu o antigo cargo de Prisco .
O exército de Atídio Corneliano foi derrotado pelos partos e recuou desordenadamente. Reforços foram enviados, incluindo três legiões completas do Danúbio e da Alta Alemanha . As fronteiras do norte foram enfraquecidas estrategicamente, e os governadores foram instruídos a evitar conflitos. Marco Anio Libo, primo de Marco e sem experiência militar, substituiu Atídio. Marco tirou quatro dias de férias em Alsium, mas não conseguiu relaxar devido às responsabilidades. Frontão o encorajou a descansar e enviou material de leitura relevante, incluindo o discurso de Cícero, que pode ter influenciado a decisão de enviar Lúcio para a frente oriental. Frontão também escreveu uma carta para confortar Marco sobre a guerra, citando exemplos históricos de reveses romanos que terminaram em vitórias .
Durante o inverno de 161-62, com notícias de uma rebelião na Síria, decidiu-se que Lúcio deveria liderar pessoalmente a Guerra Parta, devido à sua melhor saúde em comparação a Marco. A decisão foi aprovada pelo senado, e Lúcio partiu, enquanto Marco permaneceu em Roma. Lúcio foi acompanhado pelo prefeito pretoriano e parte da guarda pretoriana .
Leliano, experiente em assuntos orientais e militares, e Baso, também com experiência militar, foram escolhidos para a expedição. Lúcio levou seus libertos favoritos, e a frota de Miseno foi encarregada do transporte. Lúcio partiu no verão de 162, adoecendo em Canosa, mas recuperou-se rapidamente após tratamento. Ele continuou sua jornada, passando por Corinto, Atenas, Éfeso e outros locais antes de chegar a Antioquia . Durante a viagem, ele participou de festividades e cerimônias, inclusive se juntando aos Mistérios de Elêusis em Atenas .
Enquanto isso, Marco Estácio Prisco já estava na Capadócia, onde ganharia fama por seu sucesso militar em 163 .

#### Vida Luxuosa e Antióquia:

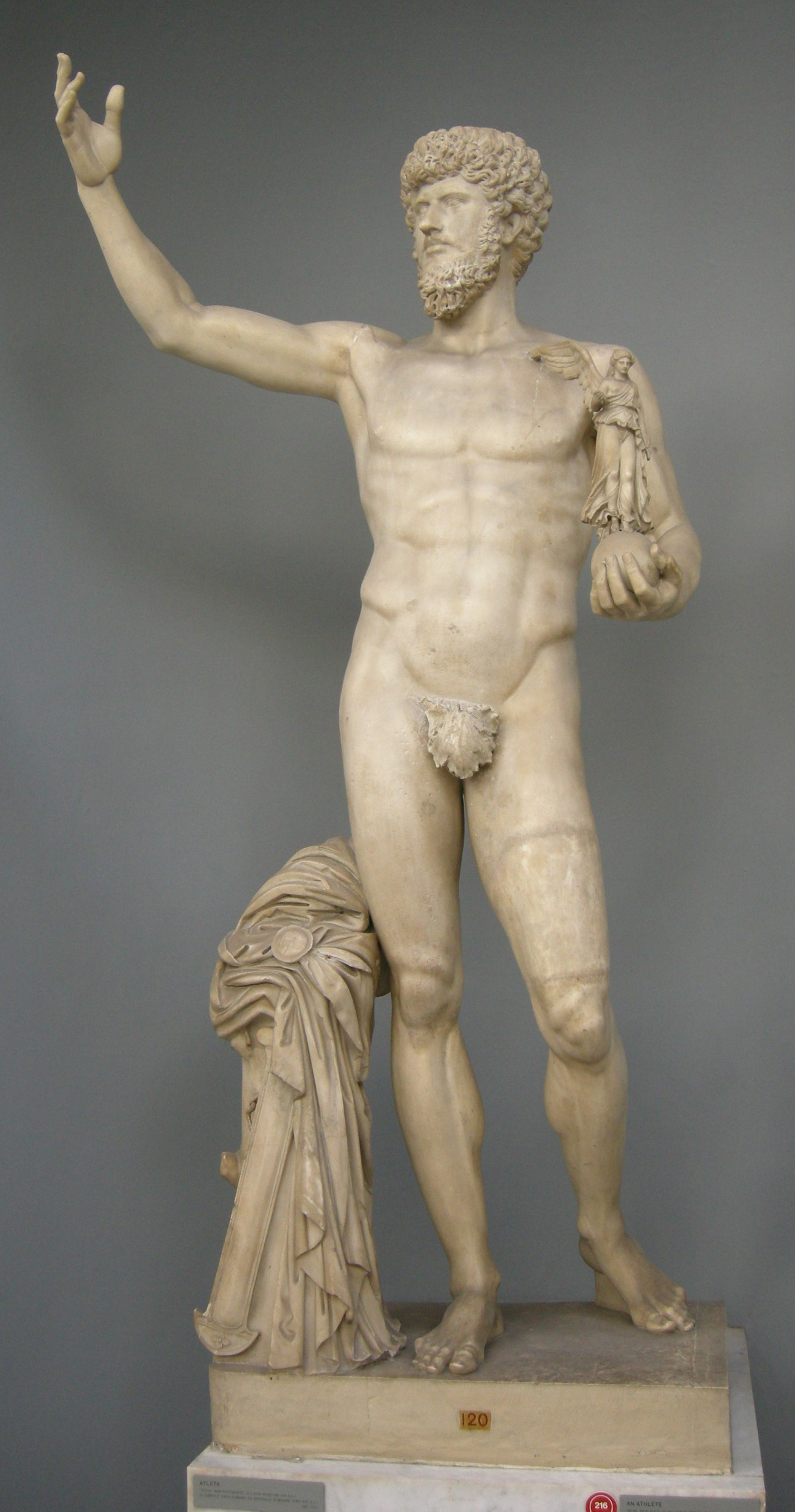
Estátua de Lúcio Vero no Museu do Vaticano.

Lúcio passou a maior parte da campanha em Antioquia, passando o inverno em Laodiceia e o verão em Dafne, um resort próximo. Ele teve um relacionamento com Panthea, uma mulher de Esmirna, descrita como muito bela e talentosa . Panthea influenciou Lúcio, levando-o até a raspar a barba para ela, o que gerou zombarias dos sírios .
Lúcio foi criticado por seu estilo de vida luxuoso, incluindo jogos de azar e a companhia de atores . Ele acompanhava de perto as corridas de bigas em Roma e trouxe uma estátua de ouro de um cavalo, símbolo de seu time favorito . Frontão defendeu Lúcio, dizendo que seus excessos eram necessários para manter o povo romano contente. Apesar dessas críticas, Lúcio enfrentou grandes desafios militares. O exército sírio, relaxado após um longo período de paz, foi submetido a um treinamento intensivo sob sua liderança. Poncio Leliano impôs disciplina rigorosa, eliminando os confortos das tropas e restringindo jogos e bebidas.
Lúcio enviou poucas mensagens a Frontão no início da guerra, justificando seu silêncio devido à incerteza dos planos militares e à falta de realizações significativas. A situação se complicou quando as negociações com os partas falharam, e os termos apresentados por Lúcio foram vistos como um sinal de fraqueza, levando ao colapso das conversas de paz .
Lúcio precisou importar extensivamente para Antioquia e, para facilitar isso, abriu uma rota de navegação pelo rio Orontes. Como o rio tinha um trecho de penhasco, ele ordenou a construção de um novo canal. Após a conclusão, o leito seco do Orontes revelou ossos enormes, considerados de um gigante por antigos autores como Pausânias e Filóstrato. Mais tarde, esses ossos foram identificados como pertencentes a grandes animais não especificados .

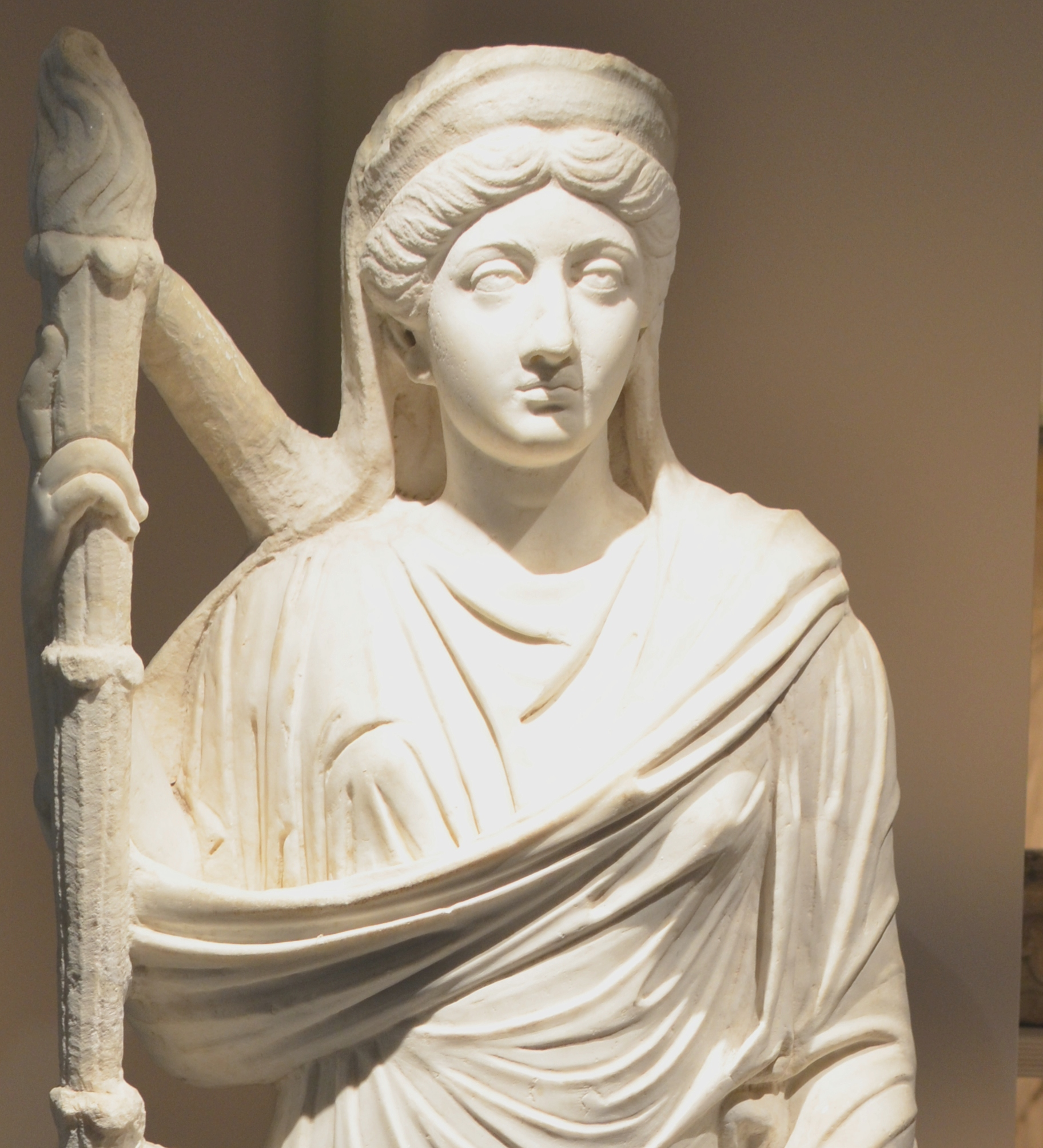
Busto de Lucila, a imperatriz e esposa de Lúcio.

Durante a guerra, no outono de 163 ou início de 164, Lúcio viajou para Éfeso para se casar com Lucila, filha de Marco . Lucila, que tinha treze anos na época, estava acompanhada de sua mãe Faustina. Marco, que inicialmente planejava acompanhá-los até Esmirna, apenas os acompanhou até Brundísio, retornando a Roma logo após. Ele instruiu seus procônsules a não darem recepções oficiais ao grupo. Lucila, mais tarde conhecida como Lucila Augusta, teve três filhos com Lúcio nos anos seguintes .

#### Guerras no Danúbio e Morte:
Os dois anos seguintes (166–168) foram passados em Roma. De acordo com a História Augusta, Vero continuou com seu estilo de vida glamoroso e manteve a trupe de atores e favoritos com ele. Ele mandou construir uma taverna em sua casa, onde celebrava festas com seus amigos até o amanhecer. Ele também gostava de perambular pela cidade entre a população, sem reconhecer sua identidade. Os jogos de circo eram outra paixão em sua vida, especialmente as corridas de bigas. Marco Aurélio desaprovava sua conduta, mas, como Vero continuava a desempenhar suas tarefas oficiais com eficiência, havia pouco que ele pudesse fazer. 
Em 168, a guerra eclodiu na fronteira do Danúbio quando os Marcomanos invadiram o território romano. Esta guerra duraria até 180, mas Vero não viu o fim dela. Em 168, quando Vero e Marco Aurélio retornaram a Roma, Vero adoeceu gravemente e morreu logo depois, no inicio do ano de 169 aos 38 anos. Alguns autores sugerem que ele foi envenenado, mas isso é improvável. Ele pode ter morrido devido à epidemia generalizada conhecida como Peste Antonina . 
Apesar das pequenas diferenças entre eles, Marco Aurélio lamentou a perda de seu irmão adotivo . Ele acompanhou o corpo até Roma, onde ofereceu jogos para honrar sua memória. Após o funeral, o senado declarou Vero, como ser divino para ser adorado como Divus Verus.

## Casamento
Lúcio Vero e Lucila tiveram três filhos:
- Aurélia Lucila, nasceu em 165 em Antioquia, morreu jovem;
- Lucila Pláutia (m. 182), conspirou com a mãe para derrubar Cômodo e terminou executada com ela em Capri;
- Lúcio Vero, morreu jovem.